# Ove Petersen
Ove Petersen (født 15. januar 1830 i København, død 18. februar 1892 på Frederiksberg) var en dansk arkitekt og titulær professor kendt for blandt andet Det Kongelige Teater og hotelbyggeri.

## Uddannelse
Hans forældre var bud i Finansdeputationen Niels Petersen (1800-1873) og Ane Petersen (1804-1871). Da han efter sin konfirmation gik ud af Efterslægtselskabets Skole, vaklede han mellem at blive polytekniker eller arkitekt. Omsider blev spørgsmålet afgjort ved, at hans fader satte ham i tømrerlære, mens han samtidig blev optaget på Kunstakademiet i april 1844. I slutningen af 1847 var han udlært, og da i marts 1848 oprøret udbrød, gik han frivillig med i Treårskrigen og var med ved Dybbøl og Nybøl. Efter det første felttogs afslutning gennemgik han Kommandoskolen og blev sergent, men udtrådte derpå, efter sine forældres ønske, af krigstjenesten.
Først nu kunne han for alvor besøge Kunstakademiet og begyndte snart efter (1850) at tegne hos N.S. Nebelong, hvilket han gjorde i otte et halvt år. Han gennemgik bygningsklasserne, blev elev af medaljeskolen 1851, vandt den lille sølvmedalje 1852, den store sølvmedalje 1853, fik en pengepræmie i 1854, den lille guldmedalje 1855 (for Et Kunstmusæum i antik Stil) og - samtidig med Vilhelm Petersen - den store guldmedalje 1860 (for opgaven En Søbadeanstalt). 
Ove Petersen var lærer ved N.S. Nebelongs tegneskole og assistent ved Akademiets arkitektoniske forberedelsesklasse 1858-61 og 1863-64

### Rejser
I 1859 havde Petersen med understøttelse fra Den Reiersenske Fond og Indenrigsministeriet gjort en rejse til Tyskland, Østrig, Paris og Belgien; nu fik han 1861 Akademiets store stipendium til en udenlandsrejse. Sammen med Vilhelm Petersen besøgte han Holland, Belgien, Nordfrankrig og blev vinteren over i Paris. Det følgende år helligede han, efter et kort ophold i Normandiet, væsentlig til Italien, om vinteren var han i Rom, men stipendiets ophør hindrede ham i at besøge Sicilien og Grækenland.

## Karriere
Efter sin hjemkomst var han i 1863 konstitueret bygningsinspektør i Københavns Magistrat under H. C. Stillings fraværelse, indtil december 1864; i maj 1867 blev han bygningsinspektør i Københavns 4. distrikt, indtil han i efteråret 1875 tog sin afsked fra denne stilling. Den 25. april 1871 blev han medlem af Kunstakademiet og i 1875 blev han titulær professor. Den 18. februar 1892 afgik han ved døden.

## Vurdering
Ove Petersen tilhørte europæernes mere akademiske retning (modsat J.D. Herholdts), men med en vis selvstændighed. Mens disse i almindelighed ikke besad nogen udpræget sans for det stoflige, deltog Petersen i tidens kunstneriske opdyrkning af murværk, hvad der giver flere af hans arbejder en vis uafhængighed af det stilistiske. Eksempler er Hirschsprungs Tobaksfabrik, der for øvrigt i det ydre har Grøns Pakhus af Herholdt til forbillede, Assens Sukkerfabrik og saftstationerne. Den med hensyn til indretning noget uhensigtsmæssige Sakskøbing Arbejdsanstalt er jævn og saglig arkitektur. Inden for tidens mode: den franske renæssance (ikke synderlig stilren og mere påvirket af de samtidige arkitekters opfattelse end af den oprindelige) indtog Petersen en anset plads. Eksempler er Dagmarteatret, hvis facade til dels havde Garniers Pariseropera til forbillede, Landskronas Sparbank samt Vesterbro- og Jernbanegade-husene. Men han har også benyttet andre stilarter. Hans andel i Det Kongelige Teater har sandsynligvis været mere af praktisk end af kunstnerisk art.
Han blev gift den 6. maj 1854 i København med Frederikke Kirstine Nielsine Nielsen (1. november 1833 i København - 3. april 1903 i København), datter af bud i Enkekassen Lars Nielsen (1792-1860) og dennes 2. hustru Sophie Amalie Nielsen (1806-1889).
Han er begravet på Assistens Kirkegård.

## Udstillinger
- Charlottenborg Forårsudstilling 1852-60
- Den nordiske Industri- og Konstudstilling i Kjøbenhavn 1872
- Verdensudstillingen i Paris 1878
- Raadhusudstillingen 1901

## Værker
- Beboelsesejendom, Toldbodvej 44, København (1865)[1]
- Arbejds- og plejeanstalt, Nørrevang 24 i Sakskøbing (1866, udvidet siden, nu forsorgs- og plejehjemmet Saksenhøj)
- Fabrikbygning for A.M. Hirschsprung & Sønner, Tordenskjoldsgade 7-9, Gammelholm, København (1866, nedlagt, stueetage og tagvinduer senere forandret)
- Beboelsesejdendomme, Tordenskjoldsgade 7, 12, 16 & 22, Gammelholm, København (1866-70)
- Villa, Frederiksberg Allé 41 (1866-67, fuldstændig nedrevet 1933 på nær tårnet og staldbygningen, der blev nedrevet 2010)[2]
- Strynø Kirke (1867, sammen med Vilhelm Dahlerup)
- Tårn på herregården Kærstrup på Lolland (1868)
- Beboelsesejendom, Tordenskjoldsgade 12, København (1868)[3]
- Vigsnæs Kirke (1868-69)
- Beboelsesejendom, Niels Juels Gade 6, København (1870)[4]
- Det kongelige Teater (1. præmie 1870-71; opført 1872-74, sammen med Vilhelm Dahlerup)
- Hovedbygningen på Orebygård ved Sakskøbing (1872-74) samt avlsgård og herskabsstald sammesteds (1888)
- Hotel d'Angleterre, Kongens Nytorv, København (1873-75, sammen med Vilhelm Dahlerup & Georg E.W. Møller, senere ombygget)
- Ny Østergade 5-7 og 9, København (1873-75, sammen med Vilhelm Dahlerup)
- Forhus til Telefoncentral, København
- Hotel Prindsen, Algade 13, Roskilde (1880, fredet)
- Grand Hotel National, Vesterbrogade (opr. Vesterbros Passage) 2E og Jernbanegade 9, København (1882, facaden senere skrællet af ifm. Mogens Breyens ombygning af Scala 1988-89)
- Dagmarteatret og Dagmarhotellet (1882-83, nedrevet 1937)
- Nakskov Sukkerfabrik (1882-83, sammen med ingeniør Holger Hammerich under ledelse af G.A. Hagemann, saftstation ved fabrik og i Hårby nedrevet)
- Landskrona Rådhus (1882-83)
- Borgerforeningen, Fruestræde i Svendborg (1883)
- Assens Sukkerfabrik samt 4 saftstationer (1883-84, sammen med ingeniør Holger Hammerich under ledelse af G.A. Hagemann)
- Vinderød Kirke (1884)
- Landskrona Sparbanks tidligere bygning, Kungsgatan 7, Landskrona (1885)
- Tilbygning til og restaurering af Synagogen, Krystalgade 12 (1885, sammen med Frederik L. Levy)
- Sakskøbing Rådhus (1887-88; det indre restaureret 1913-15)
- Sakskøbing Råd- Ting- og Arresthus, Torvet (1887-88, restaureret indvendigt)
- Lolland-Falsters Stiftsmuseum i Maribo (1889-90)

### Restaureringer og ombygninger
- Sakskøbing Kirke (1863-64, sammen med Vilhelm Dahlerup)
- Torslund Kirke (1868-70)
- Halsted Kirke (1868-74)
- Radsted Kirke (1868-70)
- Ringsebølle Kirke (1868-77)
- Errindlev Kirke (1873)
- Avernakø Kirke (1876)
- Vor Frue Kirke i Svendborg (1884)
- Tirsted Kirke (1891-92)
- Avlsgård, stald, Halsted (1888)
- Avlsgård på Brahetrolleborg (1890)

### Projekter
- Statens Museum for Kunst, København (1885, præmieret)